# Coucou me revoilou
Albums de Michel Polnareff
Lipstick
(1976)  Bulles
(1981)
Coucou me revoilou est le 6e album studio de Michel Polnareff sorti le 15 mai 1978, premier album de Polnareff en langue française depuis son exil. Il suit la sortie de la chanson Lettre à France.
Cet album, dont la chanson titre Coucou me revoilou est une trouvaille épistolaire, a pris plus d'un an de travail à l'artiste, qui en garde cependant un mauvais souvenir. Quelques titres se sont néanmoins imposés, comme Une simple mélodie, avec notamment le bassiste américain Jaco Pastorius, l'ironique Le Cigare à moteur, ou encore J'ai tellement de choses à dire et Le Clochard des jumbos qui dénoncent son exil forcé.

## Liste des titres
| No  | Titre                                                   | Auteur                                      | Durée |
| --- | ------------------------------------------------------- | ------------------------------------------- | ----- |
| 1.  | Magic Man (instrumental)                                | M. Polnareff                                |       |
| 2.  | Le Cigare à moteur                                      | M. Polnareff                                |       |
| 3.  | Une simple mélodie                                      | M. Polnareff                                |       |
| 4.  | Une femme                                               | M. Polnareff                                |       |
| 5.  | Le Clochard des jumbos                                  | M. Polnareff                                |       |
| 6.  | À Paris sur mer                                         | M. Polnareff                                |       |
| 7.  | Une histoire lamentable                                 | M. Polnareff-Jean-Loup Dabadie/M. Polnareff |       |
| 8.  | J'ai tellement de choses à dire                         | Jean-Loup Dabadie/M. Polnareff              |       |
| 9.  | Coucou me revoilou                                      | M. Polnareff                                |       |
| 10. | Lettre à France (présent seulement sur la réédition CD) | Jean-Loup Dabadie/M. Polnareff              |       |